# Riese Pio X
Riese Pio X (gesprochen Riese Pio decimo, meist kurz Riese genannt) ist eine Gemeinde mit 10.926 Einwohnern (Stand 31. Dezember 2023) im Nordosten Italiens, in der Provinz Treviso und der Region Venetien. Ihren Beinamen verdankt sie (ähnlich wie Sotto il Monte Giovanni XXIII) ihrem berühmtesten Sohn, Giuseppe Sarto, dem späteren Papst Pius X. (italienisch Pio X).
Riese Pio X ist auch der Geburtsort von Giacomo Monico (1776–1851), einem Vorgänger Sartos auf dem Thron der Patriarchen von Venedig.

## Söhne und Töchter der Gemeinde
- Giacomo Monico (1776–1851), Kardinal der katholischen Kirche
- Pius X. (eigentlich Giuseppe Melchiorre Sarto; 1835–1914), von 1903 bis 1914 Papst der römisch-katholischen Kirche
- Lino Zanini (1909–1997), Erzbischof und Diplomat des Heiligen Stuhls
- Claudio Foscarini (* 1958), Fußballspieler und -trainer